# Mikołaj Pawłowicz Sapieha
Pour les articles homonymes, voir Mikołaj Sapieha et Maison Sapieha.
Mikołaj Pawłowicz Sapieha, né avant 1545, mort le 1er novembre 1599, membre de la famille Sapieha, maréchal de Lituanie, voïvode de Vitebsk, de Brest et de Minsk.

## Biographie
Mikołaj Pawłowicz Sapieha est le fils de Paweł Iwanowicz Sapieha et d'Elena Holszańska-Dubrowicka.
Il est inhumé à Kodeń

## Mariage et descendance
Le 24 septembre 1563 Mikołaj Pawłowicz Sapieha épouse Anna Sanguszkówna († 1570), fille de Andrzej Michałowicz Sanguszko et de Bohdana Mścisławska.
Il épouse ensuite Anną Wiśniowiecką (1569–1595), fille de Andrzej Wiśniowiecki et de Eufemia Wierzbicka. Ils ont pour enfants:
- Jan (†1602)
- Mikołaj (1581-1644),
- Krzysztof (1590-1637),
- Fryderyk (†1626),
- Aleksander Kazimierz (†1619),
- Halszka